# Ichneumon cognator
Ichneumon cognator är en stekelart som beskrevs av Cuvier 1833. Ichneumon cognator ingår i släktet Ichneumon och familjen brokparasitsteklar. Inga underarter finns listade i Catalogue of Life.